# Lasse Olsson

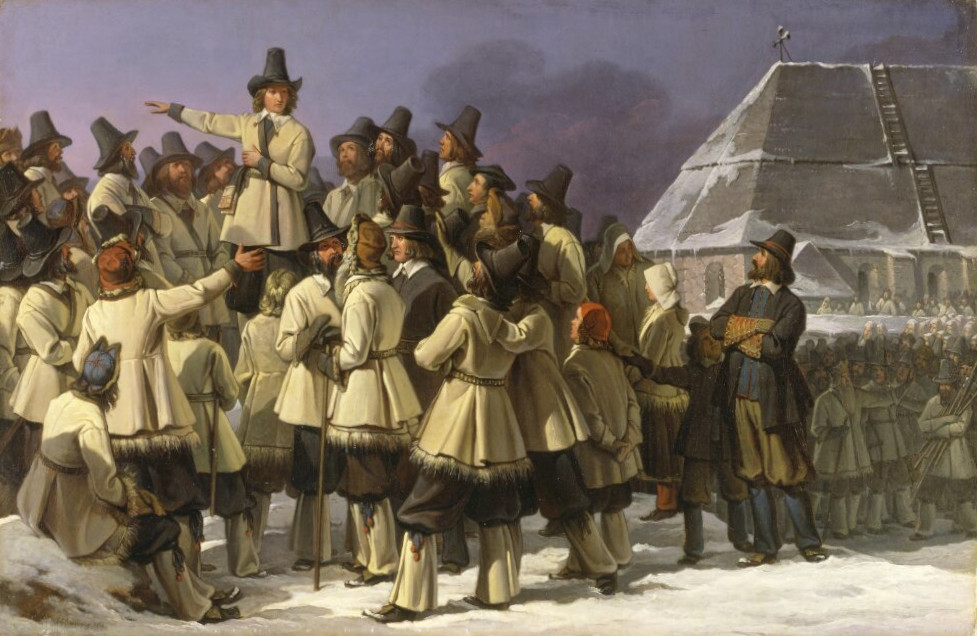
På Johan Gustaf Sandbergs målning från 1836 manar Gustav Eriksson (Vasa) dalkarlarna i Mora år 1521 att ansluta sig till honom i kampen mot Kristian II. Men det är först efter att Lasse Olsson rått dem att återkalla Gustav Eriksson som dessa sluter upp på dennes sida.

Lasse Olsson (Lars Olofsson, i äldre litteratur felaktigt kallad Björnram), död troligen 1572, var Gustav Erikssons (Gustav Vasas) främste krigsman och en av nyckelfigurerna under befrielsekriget mot unionskungen Kristian II 1520–1521. Han innehade därefter ett flertal uppdrag i kronans tjänst i Västerbotten, Hälsingland, hela Norrland och Östergötland såväl som den östra rikshalvan, som fogde, häradshövding, underlagman och hövitsman. Under det stora ryska kriget fungerade han som det högsta militära befälet i Norrland. Han satt åren 1561–1568 i den kungliga Höga nämnden, som användes av Jöran Persson för att eliminera Erik XIV:s fiender.
Lasse Olsson var troligen född i Östergötland. Han tillhörde inte adeln, trots äldre genealogiers försök att koppla honom till olika frälsesläkter, och han blev själv aldrig adlad, trots tidiga påståenden om motsatsen. Dock adlades två av hans söner.

## Karriär

### Som hövitsman under frihetskriget
Lasse Olssons insatser i befrielsekriget finns främst beskrivna i en krönika författad av Gustav Vasas historieskrivare Peder Andreæ (Swart).
1520 var ett tumultartat år. Kung Kristian II hade med sina danska trupper brutit in i Västergötland och besegrat den svenske riksföreståndaren Sten Sture d. y., som senare avled till följd av sina skador. Efter erövringen av Stockholm den 5 september och massavrättningen av Sturepartiets främsta män i november i Stockholms blodbad, verkade unionens ställning säkerställd. Men oppositionen var stark och underblåstes ytterligare av Kristians politik och hårdhänta framfart. Bara några få månader efter kungens seger bröt de separatistiska strävandena återigen ut i öppet uppror. Hövitsmannen Erik Bengtsson Ryning på Stegeborgs slott öster om Söderköping hade i augusti 1520 gått över till kung Kristians parti. Ryning var en av dem som i september fått kungens uppdrag att dela ut ”fredsbrev” till olika landsändar, och han uppdrog åt sin fogde Lasse Olsson att verkställa utdelningen. Det var antagligen i samband med detta uppdrag som Lasse Olsson först kom i kontakt med upprorsmännen. Han bör då ha varit omkring 25 år gammal. I en krönika om kung Gustavs regering, sammanställd på 1560-talet av kunglige sekreteraren Mårten Helsing, nämns Lasse Olsson som ”een nampnkunigh suensk man (…), som tilförende hade tient wnge här Steen Sture”. Att hans sympatier låg på Sturepartiets sida kan betraktas som rätt säkert. I såväl Peder Svarts krönika som i Mårten Helsings revision av denna framstår han som ”en av befrielsekrigets populäraste hjältar”, med historikern Nils Ahnlunds ord.
Skildringen av upproret och kriget i krönikorna är tendentiös genom att den i första hand tjänar Gustav Vasas syften. De detaljerade uppgifterna om Lasse Olssons insatser kan dock delvis härröra från Lasse Olsson själv, som vid tiden för krönikornas tillkomst ingick i Erik XIV:s Höga nämnd i Stockholm. Dessutom hade två av dennes svärsöner samtidigt högre ansvarsposter på slottet Tre Kronor i Stockholm respektive inom det kungliga kansliet.

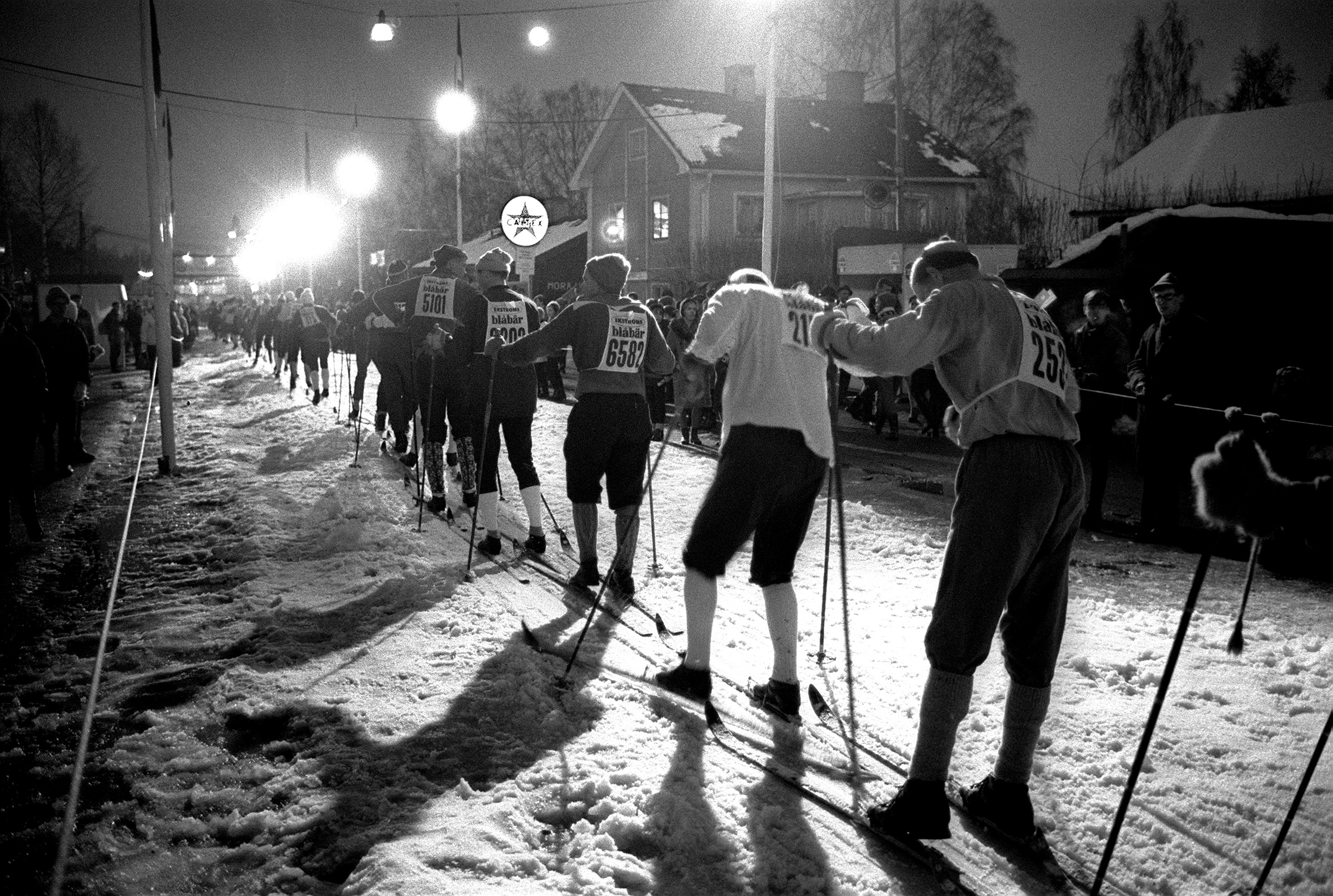
Enligt Peder Svarts krönika från omkring 1560 ska Lasse Olssons tal till dalkarlarna i Mora 1521 ha fått dem att skicka ut två skidlöpare för att återkalla Gustav Eriksson, som gett sig av i flykt mot Norge. Skidlöparna sägs ha hunnit i kapp honom vid Sälen. Dalkarlarna slöt sedan upp på dennes sida i upprorskriget. Denna händelse ligger till grund för dagens Vasaloppet.

Följande redogörelse sammanfattar de uppgifter krönikörerna lämnar om Lasse Olsson och dennes roll i upprorskriget. I bägge uppträder Lasse Olsson första gången i januari 1521 i samband med att dalkarlarna avvisat Gustav Erikssons försök att enrollera dem i upproret. Omkring åtta dagar efter att Gustav Eriksson lämnat Mora anlände Lasse Olsson dit. Enligt Peder Svart berättade han för allmogen i Dalarna ingående om kungens onda planer. När Lasse Olsson fick veta om hur illa Gustav Eriksson hade tagits emot, rådde han dem allvarligt att kalla honom tillbaka igen: ”Ty (sade han) I gode män have rätt nu den herren behov, så frampt I dalekarla med ganska Sveriges inbyggjare icke ville slätt fördärvade och utdödde blive”. När så också frälsemannen Inge Mickelsson till Nederby dök upp och bekräftade Lasse Olssons redogörelse för kung Kristians grymheter beslöt de oroliga dalkarlarna att återkalla Gustav Eriksson. (Det är denna händelse som ligger till grund för det moderna Vasaloppet.) I samband med att Gustav Eriksson utsågs till hövitsman över Dalarna övergick Lasse Olsson såsom en av de första i dennes tjänst, där han kom att spela en mycket aktiv roll. Övergången kan ha gått så mycket lättare om den uppgift stämmer som Mårten Helsing ger, nämligen att Lasse Olsson i sin ungdom hade tjänat under Gustavs ingifte morbror Sten Sture den yngre.
Efter strider i Dalarna mot kungens män och plundring av danska köpmän drog Gustav Eriksson till Hälsingland. Syftet var dels att genom Gästrikland och Hälsingland nå fram till havet för att öppna vägen till Finland och till de tyska städerna, dels att säkra den vänstra flanken inför det stundande huvudangreppet. Som hövitsman för krigsfolket på resan utsåg han Lasse Olsson. Tredjedag påsk ankom följet till Norrala socken, där Gustav höll ett tal, som ska ha fått ett försiktigt positivt men avvaktande gensvar; se Norrala kungsgård för en närmare redogörelse. Gustav drog därefter direkt till Gästrikland i samma värv. Den 23 april hölls en mönstring vid Romfartuna kyrka. Den ansenliga hären delades sedan i två hopar, över vilka Lasse Olsson och en annan krigsman, Lasse Eriksson, sattes till hövitsmän.
Mot aftonen den 28 april drog Gustav Eriksson folk upp från Romfartuna mot Västerås. De angreps där av kungatrogna trupper, som dock framgångsrikt kunde drivas tillbaka. Lasse Eriksson förföljde med sin här den flyende fienden, medan Lasse Olsson lyckades ta sig in i staden och beslagta vapen och ammunition. Gustav Eriksson själv deltog inte i striderna. Efter att denne fått veta att vissa av hans män i segeryran börjat dricka omåttligt i staden och plundra var de kom åt, sade han till Lasse Olsson att han var övertygad om att fienden snart skulle komma att slå tillbaka, eftersom han var väl förtrogen med krigsfolks sätt. Han befallde därför Lasse Olsson att med det folk som kunde undvaras ge sig in i staden igen. Därinne hade fienden emellertid hunnit samla sig, och en hård strid utbröt innan Lasse Olsson lyckades driva dem på flykten. Västerås, med undantag för slottet, var nu i Gustavs händer, liksom Sala silvergruva, en av världens största silverfyndigheter. Detta var den unge upprorsledarens första stora seger.
Upproret spred sig snabbt, och Gustav Eriksson fann sig snart fullt upptagen med att dirigera sitt folk. När han fick vetskap om att ärkebiskop Gustav Trolles fogde Bengt Bjugg dödat den Jöns Olofsson som utsetts att resa Simtuna och Torstuna härader, sände han Lasse Olsson dit med samma uppdrag. Efter att Lasse Eriksson blivit angripen i Enköping av Bengt Bjuggs trupper skrev denne till Lasse Olsson och bad om bistånd mot biskopsfogden. De båda hövitsmännen sammanträffade med sina mannar på Rymningen, där de slog läger. Ryktet om Gustavs trupper nådde snabbt Uppsala, och föranledde kanikerna, borgmästaren och rådet att i brev begära att de fredade måtte tillåtas bära Erik den heliges relikskrin i procession till gamla Uppsala vid den stundande högtiden. Lasse Olsson och Lasse Eriksson svarade brevförarna, att ”efter svenske och infödde män bör med rätte föra S. Eriks skrin och helgedomar och icke utländske, därföre ville ock de göre det bäste uti den saken”. De förhalade dock medvetet förhandlingarna för att ge hären tid att samlas, innan sändebuden återvände till Uppsala för att rapportera om upprorsstyrkorna.
Biskopsfogden Bengt Bjugg hade anordnat ett stort gästabud i trädgården vid biskopsgården, enligt Peder Svart för att demonstrera hur harmlösa upprorsmännen var. Vid tvåtiden på natten, då Bjugg och hans gäster lagt sig att sova, inföll emellertid Lasse Olssons och Lasse Erikssons trupper. De nedlade snabbt vakten utanför S:t Görans kapell, rev bort de uppsatta skansarna, högg ett stort hål i porten, och hann förskansa sig i området runt biskopsgården, innan Bjuggs män blev varse vad som hänt. Efter intensiva strider, under vilka biskopsgården sattes i brand, flydde Bengt Bjugg med sina ryttare och sitt fotfolk; fogden avled emellertid en kort tid därefter i sviterna av ett pilskott i armen. Tre veckor senare drog Gustav Eriksson in i staden, där förhandlingar inleddes med ärkestiftets domkapitel.
Ärkebiskop Gustav Trolle, som av Gustav Eriksson senare kom att framställas som anstiftaren till Stockholms blodbad och som medskyldig till massakern, samlade nu en väldig hop krigsfolk för att angripa Gustav i Uppsala. Denne hade förvarnats men befann sig i ett prekärt läge; efter att bönderna dragit hem ska hans här ha bestått av icke mer än 600 man. De enda förstärkningar man hann få fram var sexton nya klippare (ridhästar), vilka tagits från danskarna och av Lasse Olsson fördelades bland Gustavs tjänare.
Ärkebiskopens trupper bröt in i staden vid sextiden på morgonen, men Gustav drog sig undan för att förhindra öppen strid. En mindre attack mot hären avvärjdes snabbt av Lasse Olsson. Vid Rymningen skickades Lasse Eriksson och Lasse Olsson med en stor del av Gustavs trupper för att dels resa de kringliggande häradena, dels lägga sig i bakhåll för ärkebiskopen när denne drog tillbaka från Uppsala till huvudstaden. I en våldsam sammandrabbning inte långt från Rosersberg ska ärkebiskopens här ha decimerats kraftigt, och prelaten själv endast med svårighet lyckats fly till Stockholm. Peder Svart berättar att ”Lasse Olson kom så när, att han stack efter ärkebispen med sitt glaven, och hade väl stött honom egenom, var han icke hade hävit sig nid stupo utmed hästehalsen, därföre dräffade glavens udden väl en spann djupt in i sidon på Peder Hanson i Valsta den där red näst ärkebispen.”
Någon tid därefter drog upprorsmännen till Stockholm och slog läger vid Brunkeberg. Fyra av Gustavs krigsmän, som tidigare tjänat under biskop Otto av Västerås, avvek där och upptäcktes inte förrän fienden redan hade börjat fälla ner vindbryggan vid ”norre port” för att släppa in dem i staden. ”Då rände Lasse Olevson efter dem in för porten, och hade väl fået dem vid halsen, var de icke hade sprungit av hästanar och givit sig nid i strömmen. Hästana fick Lasse Olevson och förde dem av. Men det han icke då blev där kvar liggjandes, kom därav att hans lycka var så god, det de där uppe vore i tornet ovan porten, hade ingen elden. Ty han hörde dem ropa månge gångor fyr, och kastade så ut av tornet med mycken skuvesten till honom, därav han blev illa slagen i huvudet, så han bar tu hål i pannen till vidermärke så länge han levde.”
Det är sannolikt att denna skada hindrade Lasse Olsson från att fortsätta som Gustav Erikssons hövitsman i kriget, eftersom han därefter inte omnämns i samband med de fortsatta stridigheterna.

### Som ämbetsman i kronans tjänst

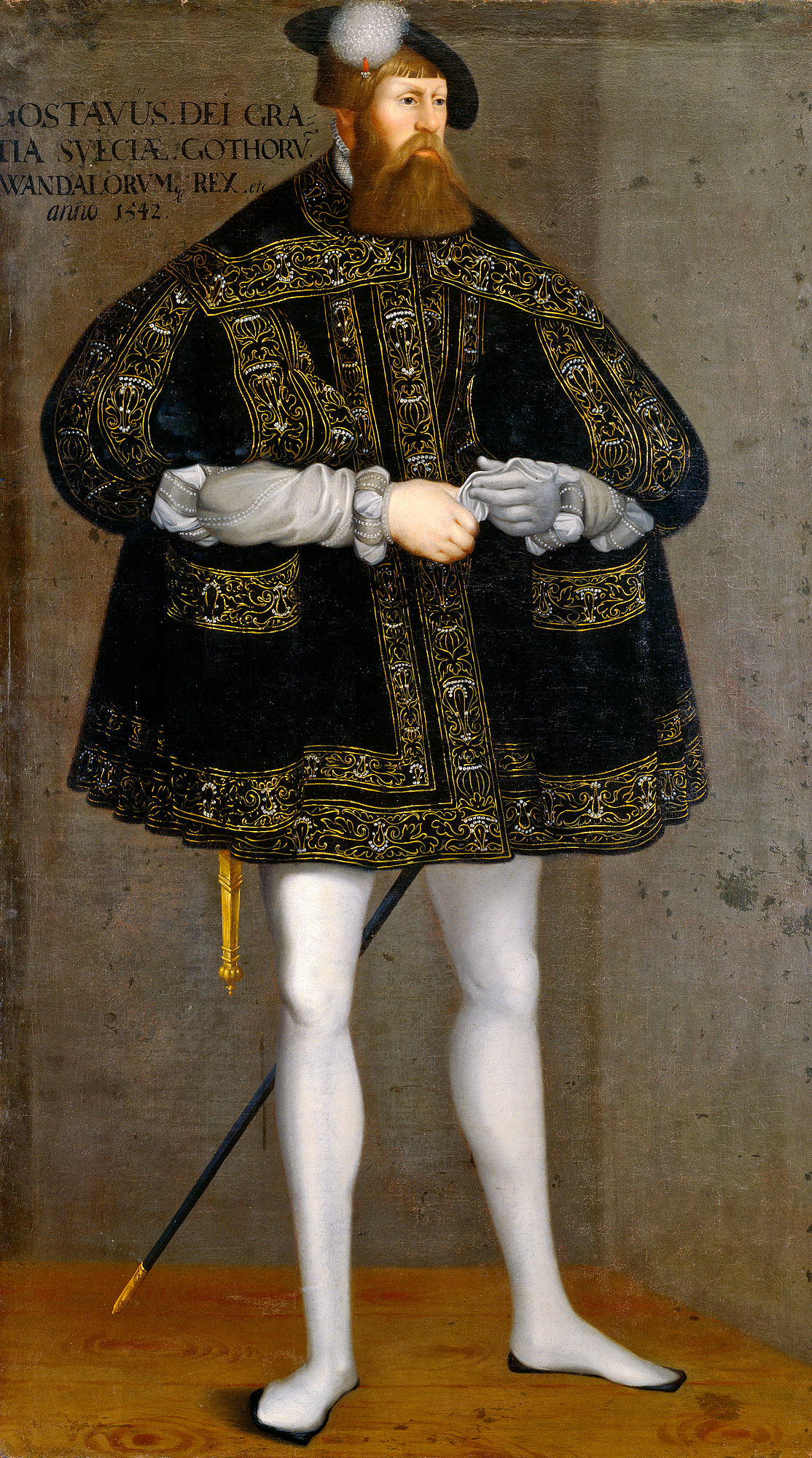
Gustav Vasa, kopia efter originalporträtt av Jacob Binck från 1666.

Peder Svart uppger att den nyutnämnde riksföreståndaren Gustav Eriksson i november 1521 utsåg Lasse Olsson att vara fogde i Norrbotten (det dåtida namnet på Västerbotten) och därtill ha uppsikt över de andra norrländska landskapen. Uppdraget var att effektivt få fram de förnödenheter till Gustavs styrkor, som denne var så väl i behov av. Kort dessförinnan hade hans kollega Lasse Eriksson i samma syfte förordnats till fogde över Dalarna och Bergslagen. Det är också sysslorna inom den kamerala och judiciella förvaltningen som hädanefter kommer att uppta större delen av Lasse Olssons liv.
Lasse Olsson hade en förmåga som gjorde honom särskilt lämpad för uppgiften: han lär ha varit en av de få fogdar under Gustav I som ägde någon större färdighet i skrivning.
Befallningen som fogde i Västerbotten inbegrep också Ångermanland, och Bjärtrå kungsgård i Ångermanland bör därför en av hans stödjepunkter i hans ämbetsutövning. Officiellt tycks han ha frånträtt befattningen först 1526,, men han hade redan den 11 juni 1525 erhållit fullmakt såsom fogde i Tuna i Dalarna. Denna tjänst uppehöll han ännu 1527. Den 25 november 1530 utsågs han till fogde över Korsholms län i Österbotten, och han tillträdde detta ämbete den 10 februari följande år. Under sin tid i Österbotten uppehöll Lasse Olsson samtidigt lagläsarens tjänst. Som drottningens fogde hade Lasse Olsson inte länet mot arrende såsom sin företrädare, utan erhöll i stället årligen 20 mark i penningar, förutom ”fritt upp” på Korsholm. Under sig hade han fem svenner, förutom de extra slottsvakter som antogs under den så kallade grevefejden 1534.
Hans räkenskaper över socknarnas uppbörd, de äldsta bevarade för området, är summariska, eftersom de sammanställdes först 1539 i Stockholm på grundval av de verifikationer som fanns att tillgå. Tydligen rätt oväntat utnämnde kung Gustav en ny fogde över Korsholms län den 19 maj 1539. I ett brev av den 18 juni till länets inbyggare motiverar han åtgärden med att han hållit räkenskap med Lasse Olsson ”och förnimma [vi] stort bräck och fel uti hans räkenskaper, så att vi icke kunna väl rätta oss därutav, huru det haver sig om vår och kronans skattmarker, som där av Bottnen gå pläga”. Därför hade nu kungen befullmäktigat två pålitliga män att rannsaka om skattläggningen i landet. Kungens brev var ett led i dennes försök att få ett begrepp om skatteunderlaget i riket och att effektivisera skatteuppbörd och redovisning, något som kom att leda till omfattande skatteomläggningar och allmänt högre taxeringar. Att framställa saken som att deras fogde inte rätt förmått redovisa kronans uppbörd och att kungens utvalda män endast skulle fastställa vad som rätt skulle utgå var ett sätt att dölja att det främsta syftet med denna affär var att genomföra en radikal skatteomläggning i Österbotten.
Lasse Olsson verkar därefter ha dragit sig ur kronans tjänst ett par år. 1543 nämns han dock som underlagman i Västerbotten, en befattning som tidigare ska ha innehafts av hans hustru Anna Andersdotters släktingar. Han kvarstod som underlagman ännu 1560. Lasse Olsson bodde under denna tid sannolikt i hennes hemförsamling Umeå; 1544 uppges han i alla fall vara bosatt i Grisbacka by i denna socken, där han förvärvade ovanligt betydande jordegendomar. Åren 1546–1548 omnämns han som fogde på Västerås slott, ett fögderi som också omfattade Tuhundra, Snevringe, Siende och Norrbo härader, 1549 användes han i några uppdrag vid Sala silvergruva. Han hade dessutom fram till 1549 ett okänt antal närliggande häradsrätter, bland annat just Norrbo och Siende i Västmanland.
I ett rörigt formulerat smädebrev mot Gustav I, daterat den 30 april 1549, är Lasse Olsson en av dem som anklagas för korruption. Invånarna i Siende härad skulle ha sagt att Lasse Olsson på Västerås slott (olovligen) krävde en spann råg för sin gästning. Han sägs köpa goda lappgäddor (torkade gäddor som utförts från Lappland) och siklax (av släktet Luciotrutta) – underförstått för kronans medel – som han sedan skickar till Tyskland för guld och daler som hamnar i hans egna fickor. Som omväxling kan han skicka fisk av mindre värde till Stockholm: strömming och gäddor, bernfisk (torkad långa eller torsk importerad från Norge), rockor, lax, nejonögon och torrfisk. Dessutom ska han ha lagt beslag på en del av kronans penningar som kunglige sekreteraren Måns Jönsson Blanting hade utlånat till skrivaren i den kungliga räntekammaren Simon Skrivare och sedan ha tagit dem med sig när han om sommaren for upp till norra Sverige. Den anonyme författaren tror att Lasse Olsson är ansvarig för att ”blomman”, d.v.s. de bästa varorna, är borta när kronans köpmän kommer dit för att inhandla varor. Dessutom hävdas att invånarna i Västerbotten och Norrbotten gärna ville vara kvitt Lasse Olsson, som då var underlagman där. Slutligen sägs han skylla allt på kungen för de befallningar han påtvingar allmogen för egen vinnings skull.

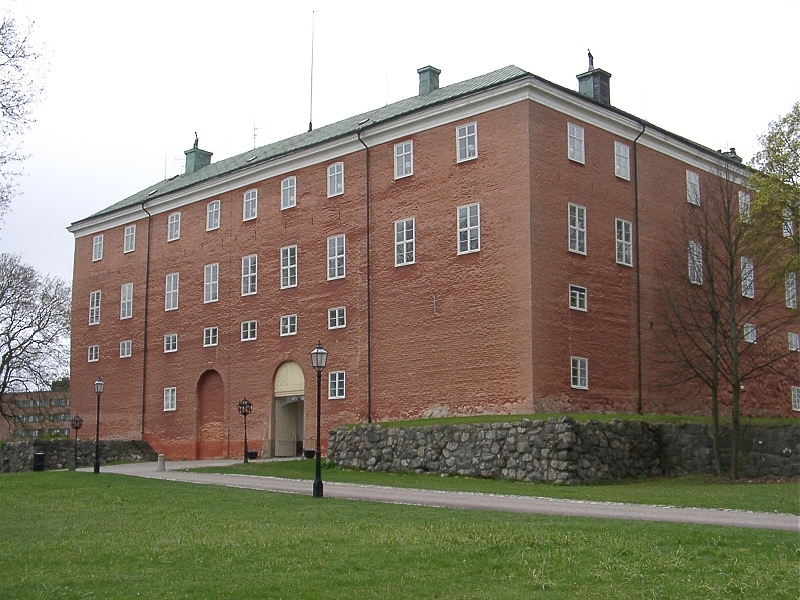
Som Gustav Erikssons hövitsman intog Lasse Olsson Västerås stad 1521. Åren 1546–1548 var Lasse Olsson ståthållare (fogde) på Västerås slott. Fögderiet omfattade också omkringliggande härader, där han senare var häradshövding. Bilden visar Västerås slott i dag med det medeltida kärntornet närmast.

Lasse Olssons uppbördsverksamhet i Västerås var tydligen inte helt avslutad när brevet författades 1549. Den anonyme författaren vill göra gällande att vissa icke namngivna personer, för honom uppgett att Lasse Olsson skulle ha utnyttjat sin ställning för personlig vinning. Att denne bedrivit handel är i sig inget märkligt i en tid, där ekonomisk ersättning företrädesvis utgick i varor som torkade och saltade livsmedel, inte heller att en person som är ansvarig för indrivandet av skatter blir impopulär. Syftet med brevet har antagits vara att i första hand fungera som anklagelseskrift mot Vasahuset, inte att ge en objektiv rapport om missförhållanden inom den kamerala förvaltningen, och författaren låter sin slev slänga åt alla håll. Smädebrevet anger inte hur dessa sagesmän har kunnat uttala sig om omfattningen av kronans uppbörd, eller på vilket sätt de vunnit insyn om Lasse Olssons privatekonomi. Brevet är därför som källa av lågt värde och tycks inte heller ha påverkat Lasse Olssons ställning negativt.
År 1550 tillträdde Lasse Olsson fogdeämbetet i Hälsingland, en tjänst han uppehöll till 1554. Han togs samtidigt i anspråk för vissa uppgifter i Västerbotten, varifrån han 1550 förlänats tionde. Lasse Olsson efterträddes som fogde av en av sina egna män, den ambitiöse storbondesonen från Norrala Anders Sigfridsson (Rålamb), som vid denna tid antingen var eller snart skulle komma att bli hans måg. Sannolikt var det på grund av det stora ryska kriget som Lasse Olsson förflyttades till Västerbotten, där han 1555 och 1556 tjänade som kungens betrodde fogde med uppgift att mobilisera det nordligaste Sverige inför den befarade ryska invasionen. Detta uppdrag kom att växa till en roll som militärbefäl för hela Norrland. Efter att det omedelbara hotet minskat gav kungen honom i början av 1556 uppdraget att i landsändan genomföra det omfattande avelgårdsprojektet, som var avsett att bidra till det stående försvarets försörjning i orostider. Under våren 1556 upphörde kungens farhågor för en rysk invasion genom Västerbotten. Lasse Olsson kallades till Åbo, där kungen meddelade honom att han i stället fått i uppgift att bestyra om uppsättningen av den nya Norrlandsfänikan. Detta uppdrag upphörde troligen i och med fredsslutet 1557.
Lasse Olsson var vid det här laget sannolikt i sextioårsåldern. Efter tjänstgöringen i Västerbotten verkar han ha förberett sig för att permanent bosätta sig i Norrala, som troligen varit hans säte som fogde i landskapet och där han nämns under senare delen av 1550-talet. Han verkar under denna period inte ha haft några andra officiella uppdrag än att åtminstone tidvis förestå underlagmansämbetet i Västerbotten.

### I kungens Höga nämnd

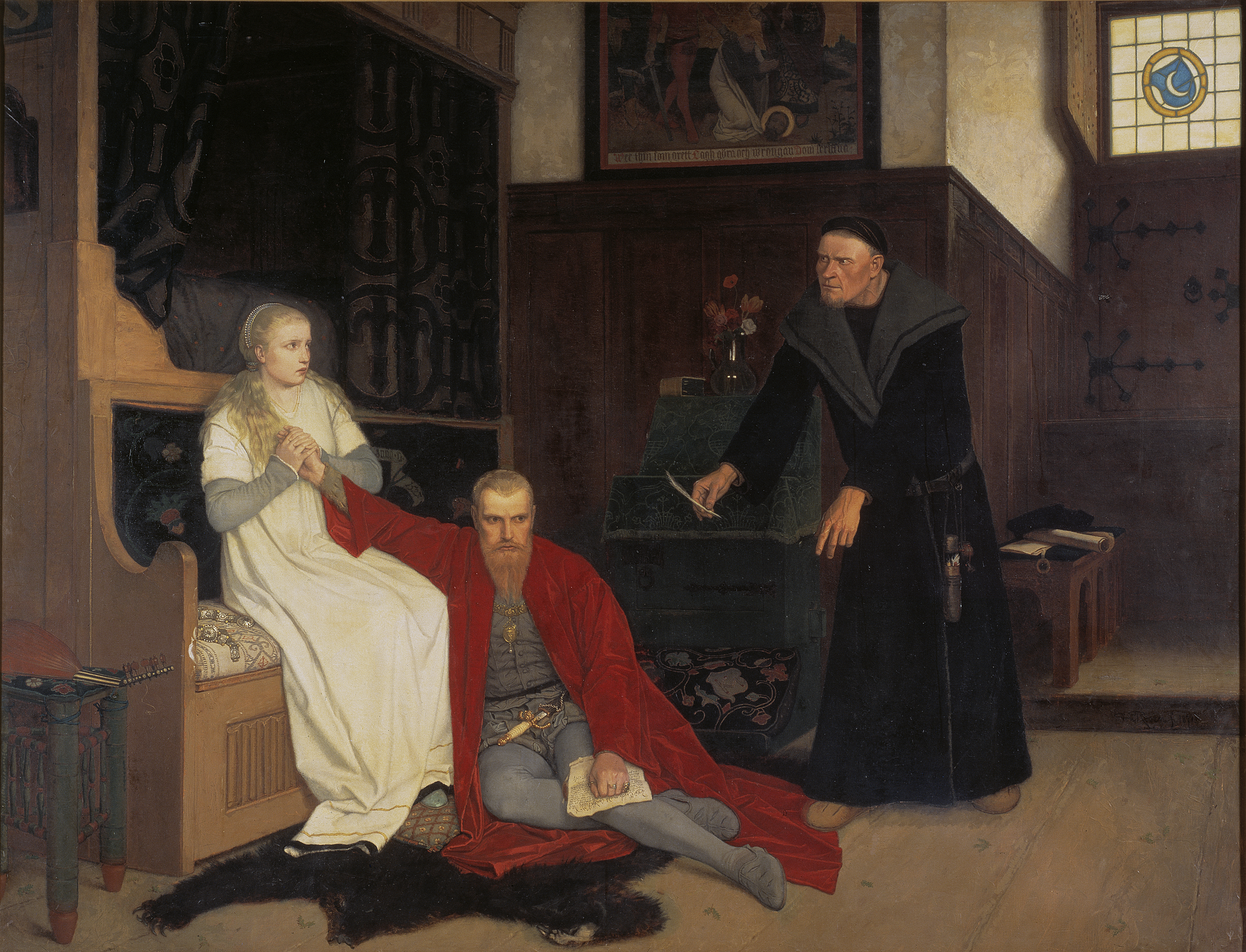
Erik XIV och Karin Månsdotter med den kunglige sekreteraren Jöran Persson. På Georg von Rosens målning ”Erik XIV” från 1871 framställs han enligt den traditionella bilden av honom som en ondskefull förledare i vars händer den sinnessjuke Erik XIV var närmast maktlös. – Jöran Persson var i sin egenskap av prokurator närmast en riksåklagare, den som ledde Höga nämnden i vilken Lasse Olsson ingick. Efter brytningen mellan Erik XIV och hertig Johan 1562–1563 förvandlades Höga nämnden till ett redskap för kungamaktens rent politiska syften. De stora politiska rättegångarna – mot hertig Johan 1562, mot Nils Svantesson Sture 1566 och mot Sturepartiets främsta medlemmar 1567 – förde fram Jöran Persson i rampljuset. Hans inflytande över kungens förläningspolitik, som innebar en stark reducering av högadelns godsinnehav gjorde honom till symbol för aristokratins missnöje mot kungamakten och det stora inflytande de ofrälse kungliga sekreterarna hade på rikets affärer. Två av Lasse Olssons mågar tillhörde dennes inflytelserika krets av förtrogna.

I januari 1562 utsåg Erik XIV Lasse Olsson till medlem av den nyligen upprättade konungsnämnden, ”Höga nämnden”. Lasse Olsson hade vid det laget mångårig erfarenhet av förvaltning och rättsskipning och hade redan tidigare varit anlitad av kungamakten för liknande men tillfälliga uppdrag. Så kan han beläggas ha varit bisittare i den nämnd som vid distingsmarknaden 1553 i Uppsala tillsatts för konungsdom, d.v.s. dom fälld av kungen eller de personer som han särskilt förordnat för detta syfte. Detta var antagligen inte en isolerad händelse. Av protokollen framgår att Lasse Olsson var en av de nio, som nästan alltid deltog i sammanträdena i Stockholm, i synnerhet under tiden 1563–1567. I vilken utsträckning han aktivt påverkat domsluten framgår inte.
Avsikten med nämnden var i högsta grad politisk. Under den första tiden dominerades nämndens verksamhet av återvinningsdomar till adeln och rena civilmål. Lasse Olssons utnämning skedde dock under en tid då nämnden omorganiseras. Kungen ville därigenom göra nämndens sammansättning mer territoriellt representativ men också skjuta rådsadeln åt sidan genom att inkalla fler ofrälse och lågfrälse element. Såsom kunglig åklagare, prokurator, fungerade den kunglige sekreteraren Jöran Persson, som också använde nämnden för att uppfylla sina egna maktambitioner. Vid några tillfällen fungerade som åklagare även Lasse Olssons måg och Jöran Perssons förtrogne ”kumpan” Anders Sigfridsson (Rålamb). Dennes gunst hos såväl Erik XIV som hos Jöran Persson låg till grund för utnämningen till lagman över hela Norrland 1563, en tjänst han uppehöll ännu 1568. Nämnden kom snart att bli ett effektivt redskap i kungens och Jöran Perssons händer i eliminerandet av verkliga och inbillade fiender. Från 1562 till maj 1567 utfärdade nämnden omkring 300 dödsdomar, så gott som alla för personer inom den kamerala och militära förvaltningen, men långtifrån alla kom att avrättas. Dödsdomar mot fogdar och kammarens personal användes här i flera fall av kungen i utpressningssyfte för att råda bot på kungamaktens behov av medel. Endast en gång, 1562, framgår att nämnden öppet gått emot åklagaren och frikänt den anklagade.
Den traditionella bilden av Jöran Persson som Erik XIV:s onde genius har inget entydigt stöd i källorna. Jöran Persson utnyttjade visserligen i flera fall sin maktställning för egen vinnings skull, men han tros ha haft mindre inflytande på kungen än vad hans fiender tillskrev honom. Det finns flera belägg för att han försökt verka återhållande gentemot Erik XIV:s drastiska åtgärder som präglats av dennes sinnessjukdom. Under kungens svåra sjukdomsperiod i maj 1567 lät riksrådet gripa Jöran Persson och ställa honom inför hans ”egen” Höga nämnd, som dömde honom till döden. Av fruktan för kungen verkställdes dock inte den avgivna dödsdomen. På nyåret 1568 återfick Jöran Persson sin tidigare ställning men blev i samband med hertigarnas belägring av Stockholm utlämnad till dessa och brutalt avrättad.
I högförräderiprocesserna mot högadeln hade nämnden en viktig förberedande uppgift i samband med rannsakningarna. Enligt kungens egna föreskrifter till ståthållarna 1563 skulle endast personer som dömts till döden få underkastas tortyr, om man därmed trodde sig kunna få mer information. Genom att döma de anklagade till döden legitimerade högsta nämnden att ett sådant pinligt förhör tillgreps. Dödsdomen användes där i första hand som ett medel att tilltvinga sig information, som Erik XIV och hans åklagare misstänkte att de anklagade undanhöll. Dödsdomar mot adelspersoner överlämnades därefter till ständerna för att bekräftas. Tortyr i sig förekom vid denna tid inom europeisk rättsskipning, men användes här i ett speciellt politiskt syfte.
I och med kungens fall upplöstes också konungsnämnden. I de starkt tendentiösa anklagelseakterna mot Erik XIV 1569 framstår nämnden som dennes kanske värsta vapen i kampen mot adeln samtidigt som ledamöterna av nämnden framställs som helt maktlösa. Nämnden ska konsekvent ha tvingats att döma såsom kungen och Jöran Persson ville, även när detta stred mot Sveriges lag. Den tredje anklagelsepunkten återges här på lätt moderniserad svenska:
För det tredje: för att ingen skulle undkomma hans giller och snaror så har han gjort sig en nämnd, som skulle döma och avsäga rättssakerna enligt hans vilja. Och när de inte kunde göra detta enligt Sveriges lag, som inte heller kunde ske, så måste de artiklar [klagomålspunkter] gälla som han hade föreställt dem, vilka var så författade, att så många som av den anledningen kom [inför nämnden] måtte antingen sätta till sina gods, livet eller äran och [nämnden] kunde inte hjälpa dem på grund av sådana giller, även om de kunde stödja sig på lagen, ty han [Erik XIV] hade utvalt sig en rådgivare benämnd Jöran Persson (…) Och när de som var i nämnden ändå hade någon invändning mot detta och under tiden begärde uppskov till vidare betänkande blev likväl sådant inte efterlåtit dem, utan det måste bli vid den dom, som tillförende var beslutat av konungen och Jöran Persson, vare sig det var de andra ljuvt eller lett.
Med rätt eller orätt läggs skulden för nämndens verksamhet alltså uteslutande på kung Erik och hans prokurator. Hade nämnden uppfattats som att den aktivt understödde Jöran Persson hade dock högadeln knappast haft några problem att inbegripa nämndens ledamöter som medskyldiga.

### Ompositioneringar efter Jöran Perssons fall
Jöran Perssons fall påverkade oundvikligen Lasse Olssons familj. Lasse Olsson själv hade som en av Höga nämndens flitigaste ledamöter deltagit i de politiska rättegångarna. Sonen Hans Larsson till Isnäs hade genom sin första hustru kommit i släktförhållande med Jöran Persson, något som säkerligen gynnat hans karriär. Vid brytningen mellan Erik XIV och hertig Johan hade Hans Larsson helt tagit kungens parti och med sin flotta förhindrat Johans folk från att fly under belägringen av Åbo slott 1563 då hertigen fängslades på kungens order. Hertig Johan hade därefter ställts inför konungsnämnden med Jöran Persson som åklagare och en rad av hertigens tjänare hade med Lasse Olsson i nämnden dömts till döden och avrättats. Några år senare var dock Hans Larsson som en av rikets främsta män en av dem som skrivit under dödsdomen över Jöran Persson i september 1567 under kungens sjukdomstid. Av rädsla för kungen hade det högadliga rådet inte vågat verkställa domen, och efter kungens tillfrisknande i början av 1568 återinsattes Jöran Persson i sin forna ställning. Denna situation blev emellertid kortvarig. Hertig Johan och hertig Karl revolterade öppet mot sin bror samma år och under belägringen av Stockholm 1568 utlämnades Jöran Persson till dem för att den 22 september avrättas under grymma former. Hans Larsson såg till att snabbt distansera sig från kungen genom att i februari 1569 som den främste underteckna det finska frälsets trohetsförsäkran mot Johan, och han lyckades därmed vinna dennes gunst. Lasse Olssons måg Anders Sigfridsson (Rålamb) hade också anledning att oroa sig med tanke på att han i hög grad varit kung Eriks och Jöran Perssons man. Under hertigarnas belägring av Stockholm 1568 såg han därför till att utnyttja sin förra ställning som slottsfogde i staden för att på ett iögonfallande sätt förråda sin kung och vinna hertigarnas tacksamhet: han öppnade Stockholms södra port för hertigarna och deras trupper, staden intogs och kungen fängslades utan att ett skott behövde lossas. Vid ett tumult på Stortorget senare samma dag, då det blivit uppenbart att Anders Sigfridsson övergått till fienden, blev han stucken i ryggen av en av kung Eriks drabanter, men genom sitt förräderi räddade han sin karriär. Den andre av Lasse Olssons mågar som tjänstgjorde på slottet,den i det kungliga kansliet synnerligen inflytelserike sekreteraren Peder Eriksson Korp, hade likaså tillhört Jöran Perssons närmaste krets av förtrogna.  Han som tidigare varit en högavlönad ”expeditionschef” för kansliet tvingades lämna sin tjänst. Han återinträdde först 1571 med beskuren lön och i den lägre befattningen som kansliskrivare.
Lasse Olsson själv ansågs dock inte mer belastad av sin delaktighet i konungsnämnden att han kort efter nämndens upplösning utsågs till häradshövding i Vaksala i Uppsala län omkring 1570. Från åtminstone 1570 bodde han i Uppsala. Han levde ännu den 19 april 1571, men tycks ha avlidit kort därefter, eftersom hans förläning av spannmål från Hälsingland upphörde 1572.

## Jordinnehav
Som fogde på Västerås slott hade Lasse Olsson åtminstone 1546 frihet för Långby i Furby socken (nu en del av Badelunda socken) samt ”Kongshära by”.
Senast 1544 hade han upplåtit kungens svärmor, fru Ebba Eriksdotter (Vasa), sitt ärvda skattehemman Skärpinge i Drothems socken (Hammarkinds härad), inte långt från Söderköping. I vederlag hade han blivit utlovad jord på annat håll. Eftersom fru Ebba dröjde med att uppfylla sin del av överenskommelsen trädde kungen personligen in och förlänade Lasse Olsson tillfälligt Rickleån i Bygdeå socken, Västerbotten, och sade att han själv skulle förhandla med fru Ebba. Lasse Olsson var då bosatt i Backa i Umeå socken. Först några år senare, den 30 juli (osäker uppgift) 1547, fick Lasse Olsson som ersättning för Skärpinge byta till sig ”Hickejorden” i Västerhiske, Umeå, vilken 1546 lagts under kronan efter att tidigare ha varit kyrkojord.

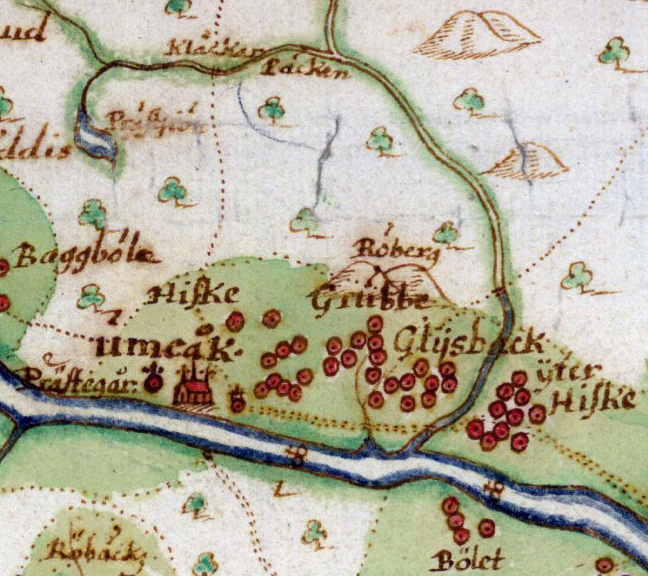
Utsnitt ur Johan Persson Geddas karta över Umeå socken från 1661. Hiske (=Västerhiske) ses här nära Umeå kyrka. Öster därom ligger Grubbe och Grisbacka. De röda punkterna anger antalet skattande gårdar. Symbolerna ute i älven utvisar laxfisken.

Lasse Olsson var den ende av de västerbottniska fogdarna som förvärvade en ekonomiskt framskjuten ställning, till stor del tack vare giftermålet med bureättlingen Anna, dotter till den välbärgade birkarlen Anders Persson och dennes hustru Mariet (av Bureätten) i Grubbe, Umeå. Den 15 juni 1556 upplät han sina och hustruns jordegendomar i Grubbe, Västerhiske, Grisbacka samt Yttertavle i Umeå till förmån för kungens avelsgårdsprojekt, ett kortvarigt företag som syftade till att lösa problemet med försörjningen av den stående armén. I gengäld skulle Lasse Olsson och hustrun erhålla Norrala kungsgård i Hälsingland. Makarna förlänades dessutom kyrkotionden från Järvsö socken under livstiden.  Som nämnts ovan tycks deras avsikt ha varit att permanent bosätta sig i Norrala där både mågen Anders Sigfridsson och sonen Mårten Larsson bodde och där de sannolikt själva bott under den tid Lasse Olsson verkat som fogde i landskapet. Bytet upphävdes emellertid ensidigt den 15 september samma år av kung Gustav, som behöll såväl godsen i Umeå som Kungsgården. Kungen avsåg att använda bägge jordegendomarna som avelsgårdar. Makarna skulle få behålla tiondespannmålen från Järvsö oavbrutet, och ytterligare kompensation utlovades senare. Som delkompensation erhöll Lasse Olsson den 18 februari 1558 i förläning kyrkotionden i Gästrikland på livstid.
Fastän köpet av Kungsgården nu hävts, förblev Lasse Olsson vid sitt beslut att slå sig ner i Norrala och bosatte sig i stället hos sonen Mårten i Svartvik, Norrala socken. Detta hemman, ett av de största i landskapet att döma av jordmålstalet i de äldsta längderna över årliga räntan 1542 och 1543, hade Lasse Olsson sannolikt förvärvat under sin tid som fogde 1550–1554, och senare i viss mån utökat. Bevarat finns en uppgift om kungligt fastebrev av den 25 juni 1551 på de åtta spannland skattejord han förvärvat i byn Kolsta, inte långt från Svartvik. Från åtminstone september 1556 fram till januari 1562, då han kallas till konungsnämnden, är han bosatt på Svartvik. I själva utnämningsbrevet den 24 januari 1562 tituleras han uttryckligen ”lars olson til Suartwick”.
Om hans hus på Kindhästegatan i Stockholm, se avsnittet om hans äktenskap nedan.

## Släkt

### Hans ursprung
Mycket lite finns känt om Lasse Olssons ursprung. Han var troligen östgöte till börden, eftersom skattehemmanet Skärpinge i Drothems socken i Östergötland anges vara hans arvejord. Dessutom påträffas han tidigast, i september 1520, som fogde i detta landskap (se ovan). Om Skärpinges tidigare historia är inte mycket känt. Det går därför inte att påvisa någon släktskap mellan Lasse Olsson och de tidigare ägarna av detta hemman. En Nils i Skärpinge omnämns mellan 1410 och 1417. Denne är kanske den nämndeman Nils i Skärpinge, vilken figurerar i brev på 1430-talet. En Jöns Nilsson i Tomta (sannolikt byn Tomta i Drothems socken) erhöll 1527 den 23 april stadfästelsebrev på ägandet av Skärpinge skattegods. Denne har på otillräckliga grunder identifierats med den frälseman med samma namn som var närvarande vid Västerås riksdag 1527.
Lasse Olsson tillhörde inte frälset och alltså ingen av de medeltida frälsesläkter som förde ett vapen med björnramar som sköldemärke. Han begagnade i sitt sigill ett vanligt ofrälse bomärke med initialerna L. O. De epitet som skrivs tillsammans med hans namn var med få undantag sådana som användes för ofrälse personer.

#### Förfalskningar och spekulationer
I 1700-talets adelsgenealogier skrivs han med tillnamnet Björnram och tilldelas en härstamning från en finsk frälsesläkt som förde björnramar i sin vapensköld. Andra äldre släkttavlor hävdar i stället att Lasse Olsson adlades 1562. Historikerna Nils Ahnlund och Jan Eric Almquist har dock kunnat belägga att dessa uppgifter är felaktiga. Namnet och adelskapet har retroaktivt tilldelats honom av eftervärlden utifrån en sammanblandning med de två av hans söner som adlades med tre björnramar som sköldemärke, Hans Larsson till Isnäs (tre björnramar) och Andreas Laurentii (”Björnram”). Men inte heller dessa kallade sig Björnram; det tidigaste belägget för att någon i familjen kallat sig Björnram avser en dotter till Andreas Laurentii. Hans Larsson, som större delen av sin karriär var verksam i Finland, blev genom sitt giftermål med en adelskvinna ägare till flera finska gods. Tidigt efter Lasse Olssons död uppstod emellertid missuppfattningen att det var Lasse Olsson och inte sonen Hans Larsson som adlats. Detta ledde till att Hans Larssons gårdar i Finland också retroaktivt överfördes på fadern. Lasse Olsson kallas därför i äldre adelsgenealogier herre till Isnäs i Pernå, trots att detta var ett av de gods som kommit i släktens ägo först i och med sonens giftermål.
Hans Larssons och Andreas Laurentii familjer utslocknade på manssidan med dem själva. År 1643 introducerades på Riddarhuset en finsk frälsesläkt Björnram, som var knuten till sätesgården Domargården. Denna släkt utdog 1676. År 1765 lyckades adjutanten Anders Gustaf Björnram vinna introduktion på Riddarhuset med hänvisning till sin gamla adliga börd från de gamla Björnramarna. Anspråken grundade sig på en förfalskad stamtavla, där han utgav sig härstamma från Domargårdssläkten Björnram, som i sin tur skulle härstamma från Lasse Olssons son Andreas Laurentii. Genealogin för adliga ätten Björnram (nr 300) i Gabriel Anreps utgåva av Riddarhusets stamtavlor består alltså i själva verket av tre släkter, som inte var besläktade med varandra.
Efter att Lasse Olsson på så sätt knutits till Finland var inte steget långt att också förse honom med adliga förfäder i Riddarhusets stamtavlor. I Anreps utgåva av dessa 1858 uppges sålunda att Lasse Olsson var son till frälsemannen Olof Nilsson (»Olaus Niclisson») till Lappträsk, Enbogård och Domaregården i Finland och dennes hustru Margareta Bosdotter (Flemming) till Björnhälla. Den finska adelsgenealogen Jully Ramsay ville 1909 som föräldrar till Lasse Olsson se “Olof Niklisson i Lappträsk. Måhända samme Olof i Lappträsk, som 1531 var nämndeman i Pärnå socken. Gift med Margareta.” Identifieringen bygger enbart på en obelagd spekulation om att Lappträsk skulle vara Lasse Olssons arvejord och att dennes förfäder därför skulle ha varit bosatta i denna by.
Lasse Olsson figurerar också i en annan förfalskad genealogi. Den ryktbare fornforskaren Johan Hadorph konstruerade 1693 en släkttavla som skulle utvisa att han på fädernet härstammade från en medeltida frälsesläkt i Östervåla socken. I denna genealogi har Hadorph stoppat in just Lasse Olsson som en av sina förfäder på manssidan med påståendet att denne skulle ha låtit sig adlas på nytt. Hadorphs försök att med hjälp av den förfalskade släkttavlan vinna inträde på Riddarhuset som adelsman misslyckades dock.

### Hans äktenskap
I fråga om vem eller vilka Lasse Olsson varit gift med råder i den äldre litteraturen en påtaglig förvirring. De motstridiga uppgifterna om Lasse Olssons äktenskap uppstod genom en tidig förväxling av dennes svärfar med hustruns kusin, Bureättlingen Anders Jakobsson i Skellefteå socken, vilken också skulle ha varit underlagman i Västerbotten.
Historikern Nils Ahnlund refererar 1924 uppgiften om Lasse Olssons två hustrur men påpekar att namnformen Bärens kan vara en felläsning av namnet Bure i dess latiniserade form Bureus; i 1700-talets tyska (gotiska) handstil är skillnaden mellan Bärens och Bureus nämligen mycket liten. Så är också fallet. Antikvarien Johan Bure, vars mormor var kusin till Lasse Olssons hustru, förde omkring 1601 in ståthållaren i Norrland Lasse Olsson i sin omfattande släktbok över den så kallade Bureätten som gift med Anna, dotter till den föregivne västerbottniske underlagmannen Anders Persson i Grubbe i Umeå socken och dennes hustru Mariet från Bure i Skellefteå. 
Lasse Olssons hustru Anna avled troligen 1559 eller strax innan, eftersom barnen 1559 kunde börda hennes arvedel i Umeå från kronan. De 48 markland jord, som i fogderäkenskaperna uttryckligen anges ha legat under Lasse Olssons gård i Grisbacka och som kronan exproprierat, minskade detta år med nästan 12 markland. Denna egendom innehades 1562 av mågen Anders Sigfridsson (Rålamb) som dennes och medarvingarnas arvegods. 
Någon gång under sin vistelse i Stockholm gifte Lasse Olsson om sig med Margareta, änka efter Stockholmsborgaren Klemet Kock. Hennes fadersnamn var antagligen Hansdotter.

### Barn
I en av de båda avskrifterna av den kunglige sekreteraren Rasmus Ludvigssons (död 1594) släktbok uppräknas följande barn till Lasse Olsson: Anna, gift med Anders Sigfridsson; Mårten Larsson; Hans Larsson till Isnäs; biskop Anders i Växjö; hustru Märta, samt hustru Sara, gift med Per Eriksson i kansliet.
- Anna Larsdotter. Hon var gift med Anders Sigfridsson (Rålamb) till Bro (1527–1581), fogde på Stockholms slott och därefter överste arklimästare, i dennes första gifte. Anna avled i pesten den 19 oktober 1565.[73]

- Hans Larsson till Isnäs. Antagen som kansliskrivare i det kungliga kansliet 1544. Från 1553 eller 1554 förlades hans verksamhet till Finland, där han 1554 blev befallningsman i Helsingfors. 1558 föreslogs han också av Klas Kristersson Horn att ingå i slottsloven på Viborg. Inom några få år avancerade han till amiral, adlades 1561 med tre björnramar i skölden, och erhöll 1568 fullmakt som ståthållare i Finland. Sin ställning som amiral och diplomat i öster behöll han till sin död våren 1571. Liksom fadern Lasse Olsson och brodern Andreas Laurentii var han en utpräglat administrativ begåvning, och har beskrivits som ”en av de dugligaste ämbetsmännen bland frälset i Finland”. – Gift två gånger, först med Anna Persdotter (Ållongren i Finland), därefter 1567 med Ingeborg Boije.[74] Utöver de döttrar som anges i adelsgenealogierna synes han också ha haft en son, som avled i pesten 1565. En dotter i andra äktenskapet blev farfars mor till kanslipresidenten Arvid Bernhard Horn, som från 1726 till 1738 var rikets verklige regent. Nils Ahnlund antog på sin tid att det vapen med de tre björnramarna som Hans Larsson och brodern Andreas Laurentii förärades var inspirerat av deras härstamning från mödernet, men han anförde inget stöd för denna gissning.[75]

- Andreas Laurentii Bothniensis Bureus (”Björnram”). Uppges i litteraturen ha fötts 1520, men denna uppgift är inte så lätt att förena med Lasse Olssons verksamhet i Östergötland vid denna tid och det förhållande att Andreas ska ha varit son till dennes första hustru, Anna Andersdotter i Umeå, som Lasse Olsson knappast träffat före 1521. Efter studier i Rostock utnämndes han till kyrkoherde i Umeå 1561 och i Gävle 1570. Sex år därefter, 1576, förordnades han till superintendent i Växjö och blev biskop där följande år. 1583 utsågs han till ärkebiskop, och adlades någon gång före 1590 med tre björnramar i sitt vapen. Han avled den 1 januari 1591. Genom sitt aktiva ställningstagande för Johan III:s katolicerande mässordning, Röda boken kallad, under den liturgiska striden kom herr Anders att bli en synnerligen kontroversiell person såväl bland sina samtida som i eftervärldens historieskrivning. Han tillerkändes ändå efter sin död eftermälet att ”gåvor, som Gud uti sin församling giva plägar, honom intet fattades”[76]. – Gift 1 med Margareta Jönsdotter. Gift 2 med Margareta, dotter till ärkebiskop Laurentius Petri d. ä. och sedan 1579 änka efter ärkebiskop Laurentius Petri Gothus. Hon dog inte långt efter äktenskapets ingående. Gift 3 före 1582 med änkan Margareta Mickelsdotter, sannolikt dotter till borgmästaren i Vadstena Mickel Persson, död kort före 1594.[77] För en detaljerad biografi, se Svenskt biografiskt lexikons personartikel om denne[78].

- Mårten Larsson i Svartvik (Norrala socken), Hälsingland. Var 1547 en av kungens åtta drängar men beslogs 1548 med tjuvnadsbrott på Stockholms slott. Han skrivs som skattebonde på hemmanet Svartvik i Norrala redan 1555. Var 1555 vikarierande lagläsare i Norrland och kan 1561 beläggas som underlagman i Västerbotten i faderns ställe 1561. Han var själv underlagman där 1563, kontinuerligt åren 1567–1569 och tillfälligt 1573. Underlagman i Hälsingland åtminstone åren 1571–1573. Tillträdde 1577 tjänsten som fogde i Hälsingland men avsattes 1580 på grund av kronans missnöje med hans redovisning. Utsågs 1583 till fogde i Österbotten, en tjänst han innehade till sin död i början av 1584. Hans räkenskaper uppvisade en brist på 1 400 daler. Hans änka Elin Henriksdotter efterskänktes 1588 de resterande 136 daler som hon för sin fattigdoms skull inte förmådde betala till kronan.[79] De fick fyra barn: 1) Olof Mårtensson, laxfogde i Ljusne, Söderala socken. 2) Lars Mårtensson, landsskrivare i Hälsingland och bosatt på Svartvikshemmanet. Som en följd av dennes förskingring av kronans medel drogs Svartvik in till kronan. 3) Sara Mårtensdotter, gift med Johannes Johannis (Gris), kyrkoherde i Roslags-Bro, Hudiksvall och slutligen i Bergsjö pastorat. Hon återlöste Svartvik och var bosatt där ännu 1637. 4) Karin Mårtensdotter, gift med kyrkoherden i Vika, Dalarna, Daniel Danielis Montanus (Svinhufvud i Westergötland).[80]

- Margareta Larsdotter. Gift med Jacobus Mathiae, kyrkoherde i Umeå landsförsamling 1553–1557. När Umeå prästbord lades under den nyanlagda avelsgården förflyttades han till Delsbo i Hälsingland. (Delsbo var liksom Umeå ett regalt gäll, det vill säga ett pastorat där kungen tillsatte kyrkoherden. När kyrkoherdetjänsten i Umeå åter besattes 1561 utsågs i stället Lasse Olssons son Andreas Laurentii till kyrkoherde där.) Jacobus Mathiae blev sedan landsprost i Delsbo. Hans båda svågrar Andreas Laurentii och Anders Sigfridsson var lojala mot Johan III i dennes försök att genomdriva den nya mässordningen. Jacobus Mathiae anmäldes dock 1578 för att ha kallat kungen ”en tyrann och okristen konung”, tydligen i samband med den nya liturgin. Han verkar dock ha lyckats fria sig från anklagelserna med hjälp av sina sockenbor och han kvarstod som kyrkoherde och prost i Delsbo ännu 1590.[81]

- Sara Larsdotter, gift med Peder Eriksson Korp, kunglig sekreterare i kansliet 1563–1581. Om honom, se ovan.